# Cana II
Cana II è un arrondissement del Benin situato nella città di Zogbodomey (dipartimento di Zou) con 4.510 abitanti (dato 2006).